# Еудокс
Еудокс са Книда (грч. Εὔδοξος ὁ Κνίδιος, 408. п. н. е. - 355. п. н. е.) био је грчки математичар, астроном, и научник, један од Платонових ученика. Пошто ниједно његово дело није сачувано, до сазнања о њему дошло се посредно, преко каснијих извора.
Творац је инвентивног космичког система (хомоцентричне сфере), који су касније дорадили Калипос и Аристотел да би објаснили промене у положају сазвежђа, помоћу комбинација кружних униформних кретњи, у складу са Платоновим идејама. У математици му се приписује да је открио формуле помоћу којих је могуће израчунати запремину пирамиде и купе. Сва његова дела су изгубљена, мада су неки фрагменти сачувани у Хипарховом коментару на Аратову песму о астрономији. Сферика Теодосија из Битиније може бити заснована на делу Евдокса.

## Живот
Еудокс је рођен и умро у Книду (што се такође пише Книдос), који је био град на југозападној обали Мале Азије. Године Еудоксовог рођења и смрти нису у потпуности познате, али распон је могао бити око 408 — око 355. п. н. е., или око 390 — око 337. п. н. е. Његово име Еудокус значи „почашћен“ или „доброг угледа“ (εὔδοξος, од eu „добар“ и doxa „мишљење, веровање, слава“). То је аналогно латинском називу Benedictus.
Отац Еудоксов, Есхин из Книда, волео је да гледа звезде ноћу. Евдокс је прво отпутовао у Тарент да учи код Архита, од кога је учио математику. Док је био у Италији, Еудокс је посетио Сицилију, где је студирао медицину код Филистона.
Са 23 године отпутовао је са лекаром Теомедоном — за кога су (према Диогену Лаерцију) неки веровали да му је љубавник — у Атину да учи са Сократовим следбеницима. На крају је неколико месеци похађао предавања Платона и других филозофа, али су се због неслагања посвађали. Еудокс је био прилично сиромашан и могао је да приушти само стан у Пиреју. Да би присуствовао Платоновим предавањима, сваки дан је ходао 7 mi (11 km) у сваком правцу. Због његовог сиромаштва, његови пријатељи су прикупили довољна средства да га пошаљу у Хелиополис, Египат, да настави студије астрономије и математике. Тамо је живео 16 месеци. Из Египта је затим отпутовао на север у Кизик, који се налазио на јужној обали Мраморног мора, Пропонтиде. Отпутовао је на југ до Маусоловог двора. Током својих путовања окупио је многе своје ученике.
Око 368. п. н. е. Евдокс се са својим ученицима вратио у Атину. Према неким изворима, око 367. године преузео је чело академије током Платоновог периода у Сиракузи, и предавао Аристотелу. На крају се вратио у свој родни Книд, где је служио у градској скупштини. Док је био у Книду, саградио је опсерваторију и наставио да пише и држи предавања о теологији, астрономији и метеорологији. Имао је једног сина Аристагора и три ћерке Актиду, Филтиду и Делфиду.
У математичкој астрономији, његова слава проистиче из увођења концентричних сфера и његовог раног доприноса разумевању кретања планета.
Његов рад на пропорцијама показује увид у реалне бројеве; омогућава ригорозно третирање непрекидних величина, а не само целих или чак рационалних бројева. Када су га Тартаглија и други реафирмисали у 16. веку, постао је основа за квантитативни рад у науци, и инспирисао је рад Ричарда Дедекинда.
У његову част названи су кратери на Марсу и Месецу. По њему је названа и алгебарска крива (Еудоксова кампила).

## Математика
Део јавног мњења сматра Еудокса највећим од класичних грчких математичара, и у целој антици другим после Архимеда. Еудокс је вероватно био извор за већину књиге V Еуклидових елемената. Он је ригорозно развио Антифонов метод исцрпљивања, претечу интегралног рачуна који је на мајсторски начин користио Архимед у наредном веку. Примењујући тај метод, Еудокс је доказао такве математичке тврдње као што су: површине кругова су једна према другој пропорционалне као квадрати њихових полупречника, запремине сфера су једна према другој пропорционалне као кубови њихових полупречника, запремина пирамиде је једна трећина запремина призме са истом основом и висином, а запремина конуса је једна трећина запремине одговарајућег цилиндра.
Еудокус је увео идеју неквантификоване математичке магнитуде да би описао и радио са непрекидним геометријским ентитетима као што су линије, углови, површине и запремине, чиме се избегава употреба ирационалних бројева. Чинећи то, он је преокренуо питагорејски нагласак на броју и аритметици, фокусирајући се уместо тога на геометријске концепте као основу ригорозне математике. Неки питагорејци, попут Евдоксовог учитеља Архита, веровали су да само аритметика може да пружи основу за доказе. Подстакнут потребом да разуме и оперише са несамерљивим величинама, Еудокс је успоставио оно што је можда била прва дедуктивна организација математике на основу експлицитних аксиома. Еудоксова промена у фокусу подстакла је поделу у математици која је трајала две хиљаде година. У комбинацији са грчким интелектуалним ставом незаинтересованим за практичне проблеме, уследило је значајно повлачење од развоја техника у аритметици и алгебри.
Питагорејци су открили да дијагонала квадрата нема заједничку јединицу мере са страницама квадрата; ово је чувено откриће да се квадратни корен од 2 не може изразити као однос два цела броја. Ово откриће је најавило постојање несамерљивих величина изван целих бројева и рационалних разломака, али је у исто време довело у питање идеју мерења и прорачуна у геометрији као целини. На пример, Еуклид пружа разрађен доказ Питагорине теореме (Елементи I.47), користећи сабирање површина и тек много касније (Елементи VI.31) једноставнији доказ из сличних троуглова, који се ослања на односе сегмената правих.
Древни грчки математичари нису рачунали помоћу количина и једначина као ми данас, већ су уместо тога користили пропорционалности да изразе однос између величина. Дакле, однос две сличне величине није био само бројчана вредност, како ми данас о томе размишљамо; однос две сличне величине био је примитиван однос између њих.
Еудокс је успео да поврати поверење у употребу пропорционалности дајући запањујућу дефиницију значења једнакости између два односа. Ова дефиниција пропорције чини тему Еуклидове Књиге V.
У дефиницији 5 Еуклидове Књиге V наводи се:
Каже се да су величине у истом односу, прва према другој и трећа према четвртој, када, ако се узме било који умножак од првог и трећег, и било који умножак другог и четвртог, претходни умношци подједнако се премашују, и подједнако су једнаки, или подједнако су мањи, каснијим умношцима респективно узетим одговарајућим редоследом.
Користећи модерну нотацију, ово се појашњава на следећи начин. Ако се узму четири величине: a, b, c, и d, онда прва и друга имају однос {\displaystyle a/b}; слично томе, трећа и четврта имају однос {\displaystyle c/d}.
Сада се може рећи да се за {\displaystyle a/b=c/d} чини следеће: 
За било која два произвољна цела броја, m и n, формирају умношци
m·a and m·c првог и трећег; исто тако формирају умношци n·b и n·d другог и четвртог.
Ако се деси да је m·a > n·b, онда мора постојати m·c > n·d. 
Ако се деси да је m·a = n·b, онда мора постојати m·c = n·d. Коначно, ако се деси да је m·a < n·b, онда мора постојати m·c < n·d.
Може се приметити да дефиниција зависи од поређења сличних величина m·a и n·b, и сличних величина m·c и n·d, и не зависи од постојања заједничке јединице мерења ових величина.
Сложеност дефиниције одражава дубоку концептуалну и методолошку иновацију која је укључена. То подсећа се на чувени пети Еуклидов постулат о паралелама, који је опширнији и сложенији у свом тексту од осталих постулата.
Еудоксијска дефиниција пропорционалности користи квантификатор, „за сваки...“ да би искористила бесконачно много и мало, баш као што то чине модерне епсилон-делта дефиниције границе и континуитета.
Поред тога, Архимедово својство наведено као дефиниција 4 Еуклидове књиге V оригинално није Архимедова заслуга већ Еудоксова.

## Астрономија
У старој Грчкој, астрономија је била грана математике; астрономи су настојали да створе геометријске моделе који би могли да имитирају изглед небеских кретања. Идентификовати Евдоксово астрономско дело као посебну категорију је стога модерна погодност. Неки од Еудоксових астрономских текстова чија су имена сачувана укључују:
- Нестанци Сунца, могуће у помрачењима
- Октаетерис (Ὀκταετηρίς), у осмогодишњем лунисоларном Венерином циклусу у календару
- Феномени (Φαινόμενα) и Еноптрон (Ἔνοπτρον), о сферној астрономији, вероватно засновани на запажањима Евдокса у Египту и Книду
- О брзинама, о кретањима планета

Прилично смо обавештени о садржају Феномена, јер је Евдоксов прозни текст био основа за истоимену Аратову песму. Хипарх је цитирао Евдоксов текст у свом коментару на Арата.

### Еудоксови планетарни модели
Општа идеја о садржају дела О брзинама може се извући из Аристотелове Метафизике XII, 8 и коментара Симплиција из Киликије (6. век нове ере) на Де кело, још једно Аристотелово дело. Према причи коју је изнео Симплиције, Платон је поставио питање грчким астрономима: „Претпоставком којих једноличних и уредних кретања се могу објаснити привидна кретања планета?“ Платон је предложио да би се наизглед хаотично лутајућа кретања планета могла објаснити комбинацијама уједначених кружних кретања усредсређених на сферну Земљу, што је очигледно нова идеја у 4. веку пре нове ере.
У већини савремених реконструкција Еудоксановог модела, Месецу су додељене три сфере:
- Најудаљенија се окреће ка западу једном у 24 сата, објашњавајући излазак и залазак.
- Друга ротира на исток једном месечно, објашњавајући месечно кретање Месеца кроз зодијак.
- Трећа такође завршава своју револуцију за месец дана, али је његна оса нагнута под мало другачијим углом, објашњавајући кретање по географској ширини (одступање од еклиптике) и кретање месечевих чворова.

Сунцу су такође додељене три сфере. Друга завршава своје кретање за годину дана уместо за месец. Укључивање треће сфере имплицира да је Еудокс погрешно веровао да се Сунце креће по географској ширини.
Пет видљивих планета (Меркур, Венера, Марс, Јупитер и Сатурн) имају по четири сфере:
- Најудаљенија објашњава дневно кретање.
- Друга објашњава кретање планете кроз зодијак.
- Трећа и четврта заједно објашњавају ретроградацију, када изгледа да планета успорава, а затим накратко преокреће своје кретање кроз зодијак. Нагињући осе две сфере једну у односу на другу и ротирајући их у супротним смеровима, али са једнаким периодима, Еудокс је могао да направи тачку на унутрашњој сфери која исцртава облик осмице, или хипопед.

### Значај Еудоксовог система
Калип, грчки астроном из 4. века, додао је седам сфера Еудоксовим оригиналним 27 (поред планетарних сфера, Еудокс је укључио и сферу за непокретне звезде). Аристотел је описао оба система, али је инсистирао на додавању сфера за „одмотавање“ између сваког скупа сфера како би се поништила кретања спољашњег скупа. Аристотел је био забринут за физичку природу система; без одмотача, спољашња кретања би се пренела на унутрашње планете.
Главна мана Еудоксовог система је његова неспособност да објасни промене у сјају планета које се виде са Земље. Пошто су сфере концентричне, планете ће увек остати на истој удаљености од Земље. На овај проблем је у антици указао Автолик из Питане. Астрономи су одговорили увођењем деферента и епицикла, што је довело до тога да планета варира своју удаљеност. Међутим, Еудоксов значај за астрономију, а посебно за грчку астрономију, је значајан.

## Етика
Аристотел, у Никомаховој етици, приписује Еудоксу аргумент у корист хедонизма – то јест, да је задовољство крајње добро коме активност тежи. Према Аристотелу, Еудокс је изнео следеће аргументе за ову позицију:
- Све ствари, рационалне и ирационалне, имају за циљ задовољство; ствари имају за циљ оно за шта верују да је добро; добар показатељ шта је главно добро било би оно чему већина ствари тежи.
- Слично томе, супротност задовољству – бол – се универзално избегава, што пружа додатну подршку идеји да се задовољство универзално сматра добрим.
- Људи не траже задовољство као средство за нешто друго, већ као сопствени циљ.
- Било које друго добро кога можете да се сетите било би боље када би му се додало задовољство, и само се добро може повећати.
- Од свега што је добро, срећа је особена по томе што се не хвали, што може показати да је она круна добра.[17]